# Дёма, Анатолий Гордеевич
Анатолий Гордеевич Дёма (1937 — 2019) — советский и российский скульптор и педагог, профессор (1994). Заслуженный художник РСФСР (1988). Народный художник России (2008). Член СПбСХ.

## Биография
Родился 31 июля 1937 года в селе Дёма Башкортостан. 
С 1966 года после окончания Ленинградского высшего художественно-промышленного училища имени В. И. Мухиной был оставлен в училище в качестве преподавателя по скульптуре. С 1966 по 1989 годы — преподаватель, старший преподаватель и доцент кафедры монументально-декоративной скульптуры. 
В 1988 году А. Г. Дёме было присвоено почетное звание Заслуженный художник РСФСР.
С 1989 по 2019 год — заведующий кафедрой монументально-декоративной скульптуры Санкт-Петербургской художественно-промышленной академии имени А. Л. Штиглица.
В 1994 году приказом Высшей аттестационной комиссии А. Г. Дёме было присвоено звание профессора по кафедре монументально-декоративной скульптуры. В 2008 году А. Г. Дёме было присвоено почетное звание Народный художник России.
Помимо педагогической деятельности с 1969 по 2018 годы активно занимался созданием скульптурных композиций и памятников по всей стране и за рубежом. В 2019 году А. Г. Дёма был номинирован на присуждение Премии Правительства Санкт-Петербурга  в области высшего и среднего профессионального образования в номинации «За особые успехи в области подготовки творческих работников для организации культуры и искусства» и решением экспертной комиссии был признан победителем.
Умер 13 апреля 2019 года в Санкт-Петербурге.

## Основные произведения
- 1969 год — Композиция "Влюбленные" (Санкт-Петербург)
- 1971 год — Композиция "Ватерполисты" (Санкт-Петербург)
- 1973 год — Памятные знаки Фрегату "Крейсер" (Санкт-Петербург)
- 1986 год — Памятник студентам и преподавателям Ленинградского электротехнического института, погибшим в годы Великой Отечественной войны (Санкт-Петербург)
- 1988 год — Мемориал "Мир и труд"  (Северодвинск)
- 1988 год — Мемориал "Клятва" в крепости Орешек
- 1998 год — Памятный знак «Адмиралтейские верфи — флоту России» (Санкт-Петербург)
- 2000 год - Мемориал на могиле балерины  Аллы Шелест на Литераторских мостках Волковского  кладбища
- 2000 год — Памятник утраченной церкви Покрова Пресвятой Богородицы (Санкт-Петербург)
- 2002 год — Памятник футболисту Всеволоду Боброву (Сестрорецк)
- 2002 год — Памятник подопытной кошке (Санкт-Петербург)
- 2003 год — Памятник утраченному собору Введения во храм Пресвятой Богородицы (Санкт-Петербург)
- 2004 год — Памятник А. А. Собчаку (Тбилиси)
- 2004 год — Памятник  академику И. П. Павлову (Санкт-Петербург у Института физиологии РАН на Тифлисской улице)
- 2007 год — Памятник в честь 100-летия подводного флота России (Санкт-Петербург)
- 2007 год — Памятник офтальмологу С. Н. Фёдорову (Москва)
- 2013 год — Памятник А. С. Пушкину (Сургут)
- 2014 год — Памятник электромонтёру (Сыктывкар)
- 2016 год — Памятник хирургу Ф. Г. Углову (Санкт-Петербург)
- 2018 год — Памятник хирургу А. М. Гранову (Санкт-Петербург)
- 2019 - Мемориал на могиле народного артиста России  Л. В. Неведомского на Литераторских мостках Волковского кладбища

## Награды
- Народный художник России (2008)
- Заслуженный художник РСФСР (1988)
- Почётный работник высшего профессионального образования Российской Федерации (2006)
- Серебряная медаль Российской Академии художеств (2004)
- Благодарность Законодательного Собрания Санкт-Петербурга (2016)[6]